# Гутнік Олексій Геннадійович
Олексій Геннадійович Гутнік — матрос підрозділу Збройних Сил України, учасник російсько-української війни.

## Життєпис
На початок російського вторгнення в Україну проходив військову службу на посаді механіка-водія медичного пункту батальйону морської піхоти миколаївської 36-ї бригади морської піхоти.

## Нагороди
- орден «За мужність» II ступеня (11.05.2022) — за особисту мужність і самовіддані дії, виявлені у захисті державного суверенітету та територіальної цілісності України, вірність військовій присязі.
- орден «За мужність» III ступеня (07.04.2022) — за особисту мужність і самовіддані дії, виявлені у захисті державного суверенітету та територіальної цілісності України, вірність військовій присязі.